# Guru (2007)
Guru (auch: Guru – Verliere nie die Hoffnung; Hindi: गुरू) ist ein erfolgreicher Bollywoodfilm des bekannten Regisseurs Mani Ratnam aus dem Jahr 2007.

## Handlung
Dorf Idhar, Gujarat: Der junge Gurukant Desai will Geschäftsmann werden und reist im Jahr 1951 gegen den Willen seines Vaters in die Türkei. In Istanbul verdient er sein erstes Geld und lernt die wirtschaftlichen Geschäftsabläufe kennen. Trotzdem verzichtet er nach jahrelanger Arbeit auf die große Karriere in der Türkei und kehrt nach Indien zurück.
Dort heiratet er die hübsche Sujata, um mit der Mitgift ihres Vaters wirtschaftlich in Bombay Fuß zu fassen. Im Jahr 1958 reist er mit Sujata und ihrem Bruder und gleichzeitig Gurus Geschäftspartner Jignesh in die Millionenmetropole. Verzweifelt versucht Guru unter den Händlern Geschäftsbeziehungen aufzubauen. Nur durch Tricks gelingt ihm dies und er baut einen Polyesterbetrieb auf.
Aus Guru wird Jahre später ein mächtiger Mann und Firmenbesitzer der großen Polyesterfabrik "Shakti Corporation". Gurus Traum ist es die größte Firma Indiens zu werden. Doch mit seinen korrupten Methoden zieht er die Aufmerksamkeit des Verlegers Manikdas Gupta auf sich, der daraufhin den Reporter Shyam Saxena auf Guru hetzt.
Shyam lässt negative Schlagzeilen der Firma Shakti aufkommen und kritisiert Gurukants Methoden, vor allem spielen die Steuerhinterziehungen und Schmuggelaktionen aus dem Ausland eine große Rolle.
Es kommt zu einer öffentlichen Gerichtsverhandlung, wo Guru die indische Regierung und vor allem deren Gesetzgebung für die wirtschaftliche Krise verantwortlich macht. Guru, als armem Dörfler, blieb nichts anderes übrig als mit korrupten Mitteln zum Erfolg zu kommen. Die Richter zeigen Verständnis und Gurus Firma kommt mit einer Geldstrafe davon.
Viele Jahre später wird endlich Gurus Traum Wirklichkeit: Shakti Corporation ist nun die größte Firma Indiens.

## Kritiken
„Solide produziertes Drama mit semi-dokumentarischem Anspruch, das im Rahmen eines überschaubaren Bollywood-Anspruchs effektvolle Unterhaltung mit guten Darstellern bietet.“

## Auszeichnungen
Filmfare Award 2008
- Filmfare Award/Beste Playbacksängerin an Shreya Ghoshal für den Song Barso Re
- Filmfare Award/Beste Musik an A. R. Rahman
- Filmfare Award/Beste Choreografie an Saroj Khan für den Song Barso Re
- Filmfare Award/Beste Hintergrundmusik an A. R. Rahman
- Filmfare Award/Bestes Szenenbild an Samir Chanda

Star Screen Award (2008)
- Star Screen Award/Beste Musik an A. R. Rahman
- Star Screen Award/Beste Playbacksängerin an Shreya Ghoshal für den Song Barso Re
- Star Screen Award/Beste Hintergrundmusik an A. R. Rahman

IIFA Award (2008)
- IIFA Award/Beste Hintergrundmusik an A. R. Rahman

## Musik
| Liedtitel     | Sänger                                                |
| ------------- | ----------------------------------------------------- |
| Barso Re      | Shreya Ghoshal und Uday Mazumdar                      |
| Tere Bina     | A. R. Rahman, Murtuza Khan, Quadir Khan und Chinmayee |
| Ek Lo Ek Muft | Bappi Lahiri und Chitra Sivaraman                     |
| Mayya         | Maryem Tollar, Chinmayee, Keerthi und Devika Mathur   |
| Ay Hairathe   | Hariharan und Alka Yagnik                             |
| Baazi Laga    | Udit Narayan, Madhushree, Shweta und Bhargavi Pillai  |
| Jaage Hain    | K. S. Chithra und A. R. Rahman                        |
| Shauk Hai     | Sowmya Raoh                                           |
| Dhoom Dhamaka | Chor (als Hintergrundmusik)                           |

## Sonstiges
Die Geschichte basiert auf dem Aufstieg des Unternehmers Dhirubhai Ambani. Die von Mithun Chakraborty gespielte Figur ist an den Verleger Ramnath Goenka, einem Gegner der Methoden Ambanis, angelehnt.